# 79360 Сіла-Нунам
79360 Сіла-Нунам (англ. 79360 Sila-Nunam)  — транснептуновий об'єкт, є подвійним к'юбівано. Було відкрито 3 лютого 1997 року Джейн Лу, Девідом Джевіттом, Чедвіком Трухільо і Яном Ченом у обсерваторії Мауна-Кеа на Гаваях. 9 січня 2012 року об'єкту присвоєна назва Сіла-Нунам на честь ескімоського бога небес і стихії Сили і його дружини — богині землі Нунам.

## Орбіта
79360 1997 CS29 є класичним об'єктом холодного поясу і належить до класу к'юбівано. Об'єкт знаходиться майже точно в резонансі 4:7 з Нептуном.

## Фізичні характеристики
У 2010 році були проведені виміри теплового потоку об'єкту за допомогою телескопа «Гершель». За допомогою цих даних було визначено розміри об'єкта у межах від 250 до 420 км.
Сіла-Нунам дуже червоний у видимому спектрі і має нейтральний спектр у ІЧ-діапазоні.
Смуги поглинання водного льоду відсутні в інфрачервоній частині спектра, і об'єкт схожий на Іксіон.

## Супутник
Сіла-Нунам має один відомий супутник, який дуже близький за розмірами до головного об'єкту, тому об'єкт інколи розглядають як подвійний к'юбівано.